# Championnats d'Asie de boxe amateur 1973
Navigation
Édition précédente Édition suivante
La 6e édition des championnats d'Asie de boxe amateur s'est déroulée à Bangkok, en Thaïlande, du 3 au 9 mai 1973. 

## Résultats

### Podiums
| Catégories                    | Or                    | Argent                  | Bronze                              |
| Poids mi-mouches (-48 kg)     | Prathorn Likhasit     | Lorensz de Kauwe        | Chi-Bok Kim Ghasem Salmastami       |
| Poids mouches (-51 kg)        | Maitree Natemanee     | Chandra Narayanan       | Chul-Soon Hwang Suichi Sakaki       |
| Poids coqs (-54 kg)           | Dorn Namvichit        | Abdul Latif Laman Zadon | Kazunori Aisaka Sirisena Wijetunge  |
| Poids plumes (-57 kg)         | Jabbar Feli           | Hideaki Otsuka          | Cyril Jeeris Tao Sze-Yan            |
| Poids légers (-60 kg)         | Tai Ho Kim            | Vichit Praianan         | Tobias Totu Hosain Eghmaz           |
| Poids super-légers (-63,5 kg) | Kasem Prapaisri       | Tarshid Antghami        | Y. Kayaki Tai-Shik Park             |
| Poids welters (-67 kg)        | Frans van Bronckhorst | Chang-Woo Lee           | Srisook Buntoe Yoshifumi Seki       |
| Poids super-welters (-71 kg)  | Sangnual Rabieb       | Jae-Keun Lim            | Gou Rong Tai T. Hayashi             |
| Poids moyens (-75 kg)         | Kim Sung Chul         | Paitool Sangkasit       | William Gommies Mohammad Acha Rezai |
| Poids mi-lourds (-81 kg)      | Mehtab Singh          | Orahon Wongmeungchan    | Lim Rong-Men Masis Hambarsumian     |
| Poids lourds (+81 kg)         | Abdul Rezandueh       | Mohamed Aslam           | Songchai Sri-Inthrasut Asmad Rashid |

### Tableau des médailles
| Place | Pays              | Médaille d'or, Asie | Médaille d'argent, Asie | Médaille de bronze, Asie | Total |
| ----- | ----------------- | ------------------- | ----------------------- | ------------------------ | ----- |
| 1     | Thaïlande         | 5                   | 3                       | 2                        | 10    |
| 2     | Iran              | 2                   | 2                       | 4                        | 8     |
| 3     | Corée du Sud      | 2                   | 2                       | 3                        | 7     |
| 4     | Inde              | 1                   | 2                       | 0                        | 3     |
| 5     | Indonésie         | 1                   | 0                       | 1                        | 2     |
| 6     | Japon             | 0                   | 1                       | 5                        | 6     |
| 7     | Sri Lanka         | 0                   | 1                       | 1                        | 2     |
| 8     | Taipei chinois    | 0                   | 0                       | 2                        | 2     |
| 9     | Malaisie          | 0                   | 0                       | 1                        | 1     |
| 9     | Brunei            | 0                   | 0                       | 1                        | 1     |
| 9     | Hong Kong         | 0                   | 0                       | 1                        | 1     |
| 9     | Singapour         | 0                   | 0                       | 1                        | 1     |
| Total | 12 pays médaillés | 11                  | 11                      | 22                       | 44    |